# 6a cerimònia dels Premis César
La 6a cerimònia dels Premis César — també coneguts com Nuit des César — que premiava les pel·lícules estrenades el 1980, va tenir lloc el 3 de gener de 1981 al Palau dels Congressos de París.
Va ser presidida per Yves Montand i retransmesa a Antenne 2, presentada per Pierre Tchernia. La gran triomfadora de la nit va ser Le Dernier métro de François Truffaut, amb 12 nominacions i 10 premis.

## Presentadors i ponents
- Robert Enrico, president de l'Académie des Arts et Techniques du Cinéma
- Yves Montand, president de la cerimònia
- Pierre Tchernia, Jean-Claude Brialy, Daniel Ceccaldi, mestres de cerimònia
- Giulietta Masina, Vittorio Gassman, Kim Novak, invitats estrangers per entregar premis
- Edwige Feuillère, Jean Marais, pel César a la millor actriu
- Romy Schneider, Roman Polanski, pel César al curtmetratge d'animació

## Guanyadors i nominats
Els guanyadors s'indiquen en negreta.
| Millor pel·lícula - Le Dernier métro de François Truffaut - Loulou de Maurice Pialat - El meu oncle d'Amèrica d'Alain Resnais - Sauve qui peut (la vie) de Jean-Luc Godard                                   | Millor director - François Truffaut per Le Dernier métro - Jean-Luc Godard per Sauve qui peut (la vie) - Alain Resnais per El meu oncle d'Amèrica - Claude Sautet per Un mauvais fils     |
| Millor actor - Gérard Depardieu per Le Dernier métro - Patrick Dewaere per Un mauvais fils - Philippe Noiret per Pile ou face - Michel Serrault per Casa de boges 2                                          | Millor actriu - Catherine Deneuve per Le Dernier métro - Nathalie Baye per Une semaine de vacances - Nicole Garcia per El meu oncle d'Amèrica - Isabelle Huppert per Loulou               |
| Millor actor secundari - Jacques Dufilho per Un mauvais fils - Alain Souchon per Je vous aime - Heinz Bennent per Le Dernier métro - Guy Marchand per Loulou                                                 | Millor actriu secundària - Nathalie Baye per Sauve qui peut (la vie) - Delphine Seyrig per Chère inconnue - Andréa Ferréol per Le Dernier métro - Claire Maurier per Un mauvais fils      |
| Millor guió - François Truffaut i Suzanne Schiffman per Le Dernier métro - Jean Gruault per El meu oncle d'Amèrica - John Guare per Atlantic City - David Rayfiel i Bertrand Tavernier per La Mort en direct | Millor música - Georges Delerue per Le Dernier métro - Antoine Duhamel per La Mort en direct - Serge Gainsbourg per Je vous aime - Michel Legrand per Atlantic City                       |
| Millor fotografia - Nestor Almendros per Le Dernier métro - Pierre-William Glenn per La Mort en direct - Sacha Vierny per El meu oncle d'Amèrica - Bernard Zitzermann per La Banquière                       | Millor decorat - Jean-Pierre Kohut-Svelko per Le Dernier métro - Dominique André per Un mauvais fils - Jean-Jacques Caziot per La Banquière - Jacques Saulnier per El meu oncle d'Amèrica |
| Millor muntatge - Martine Barraque-Currie per Le Dernier métro - Albert Jurgenson per Le Coup du parapluie - Armand Psenny per La Mort en direct - Geneviève Winding per La Banquière                        | Millor so - Michel Laurent per Le Dernier métro - Jean-Pierre Ruh per La Banquière - Michel Desrois per La Mort en direct - Pierre Lenoir per Un mauvais fils                             |
| Millor pel·lícula estrangera - Kagemusha d'Akira Kurosawa - Fama d'Alan Parker - Kramer contra Kramer de Robert Benton - La rosa de Mark Rydell                                                              | Millor curtmetratge d'animació - Le Manège de Marc Caro i Jean-Pierre Jeunet - Le Réveil de Jean-Christophe Villard - Les Trois Inventeurs de Michel Ocelot                               |
| Millor curtmetratge de ficció - Toine d'Edmond Séchan - La Découverte d'Arthur Joffé - Le Bruit des jambes de Lucie d'Anne Quesemand - Vive la mariée de Patrice Noïa                                        | Millor curtmetratge documental - Le Miroir de la terre de Paul de Roubaix - Abel Gance, une mémoire de l'avenir de Laurent Drancourt, Thierry Filliard - Insomnies de Peter Schamoni      |
| César d'honor Abel Gance Marcel Pagnol | |